# فراماده آکوستیک
فراماده آکوستیک، کریستال صوتی یا کریستال فنونیک، ماده ای است که برای کنترل، هدایت و دستکاری امواج صوتی یا فونون‌ها در گازها، مایعات و جامدات (شبکه‌های بلوری) طراحی شده است. کنترل امواج صوتی از طریق دستکاری پارامترهایی مانند مدول حجمی β، چگالی ρ و کایرالیته (چرخش پذیری) انجام می‌شود. آن‌ها می‌توانند به گونه‌ای طراحی شوند که امواج صوتی را در فرکانس‌های خاصی یا انتقال دهند، یا به دام انداخته و تقویت کنند. در حالت دوم، ماده یک رزوناتور صوتی (تشدیگر آکوستیک) است.
فرامواد آکوستیک برای مدل‌سازی و پژوهش در مورد پدیده‌های صوتی در مقیاس بسیار بزرگ مانند امواج لرزه‌ای و زمین لرزه و همچنین پدیده‌های بسیار کوچک مانند اتم‌ها استفاده می‌شود. در حالت دوم به دلیل مهندسی باندگپ ممکن است: فرامواد صوتی می‌توانند به گونه‌ای طراحی شوند که باندگپ‌هایی برای فونون‌ها نشان دهند، مشابه باندگپ‌های موجود برای الکترون‌ها در جامدات یا اوربیتال‌های الکترونی در اتم‌ها. این امر همچنین باعث شده است که کریستال فونونیک به یکی از اجزای مورد تحقیق گسترده در فناوری‌های کوانتومی و آزمایش‌هایی که مکانیک کوانتومی را بررسی می‌کنند تبدیل کند. شاخه‌های مهم فیزیک و فناوری که به شدت به فرامواد صوتی وابسته هستند، شامل پژوهش در مواد با ضریب شکست منفی و اپتومکانیک (کوانتومی) می‌شوند.

## تاریخچه
فرامواد صوتی از تحقیقات و دستاوردهای مرتبط با فرامواد ایجاد شده‌اند. توسعه یافته‌اند. ایده یک ماده نوین در ابتدا توسط ویکتور وسلاگو در سال ۱۹۶۷ مطرح شد، اما تا حدود ۳۳ سال بعد به واقعیت نپیوست. در اواخر دهه ۱۹۹۰، جان پندری عناصر اساسی فرامواد را تولید کرد. این مواد ترکیب شدند و مواد با ضریب شکست منفی برای اولین بار در سال ۲۰۰۰ به تحقق پیوستند و پاسخ‌های نوری و مادی ممکن را گسترش دادند. تحقیقات در زمینه فرامواد صوتی نیز با هدف مشابه، یعنی گسترش پاسخ‌های مواد با استفاده از امواج صوتی، پیش می‌رود.

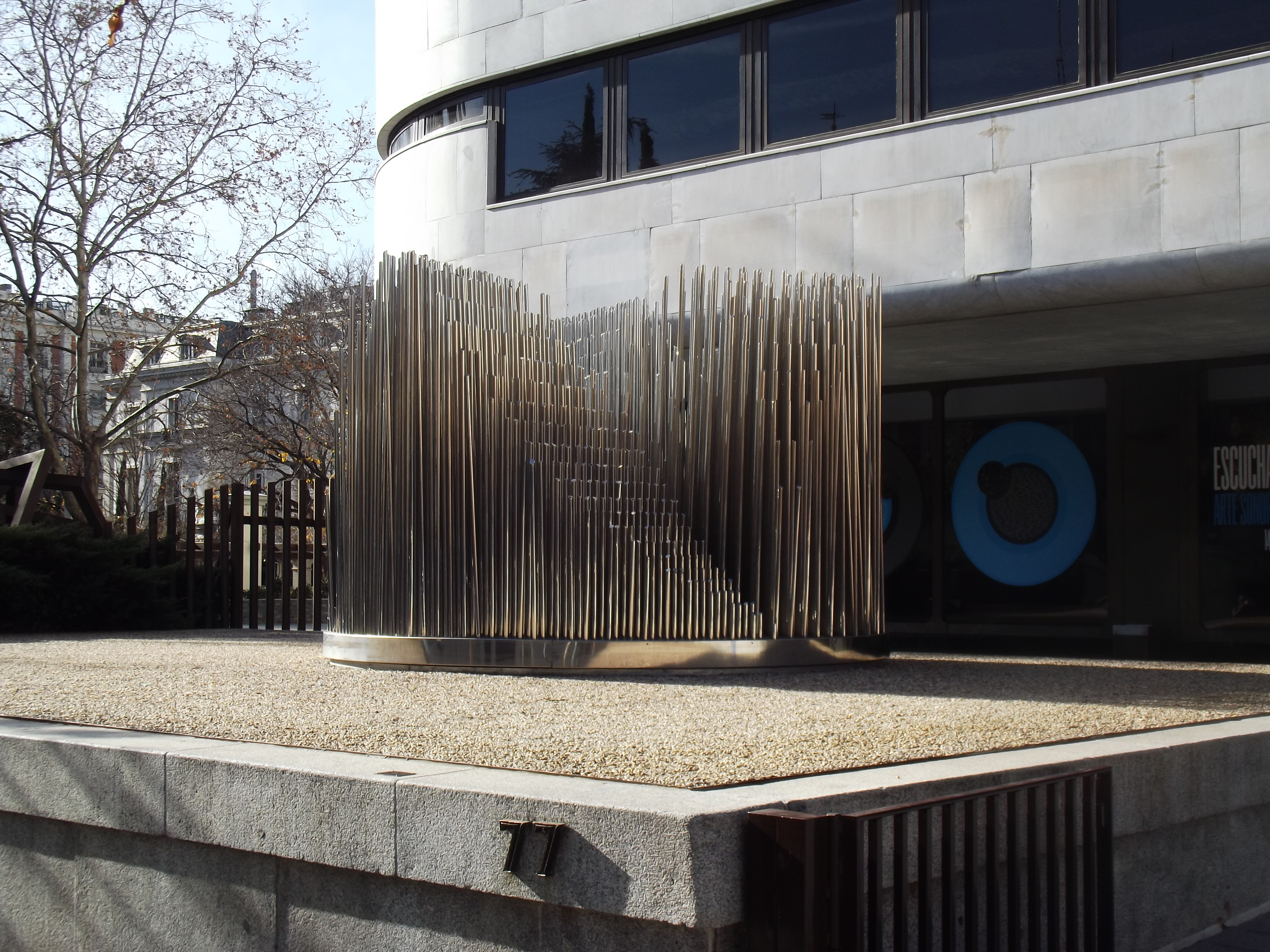
اثر هنری "Órgano" ساخته مجسمه‌ساز اوسبیو سمپره یک نمونه بزرگ‌مقیاس از یک کریستال فونونیک است. این اثر از آرایه‌ای دوره‌ای از استوانه‌ها در هوا (به‌عنوان "فراماده" یا "ساختار کریستالی") تشکیل شده است و ابعاد و الگوی آن به‌گونه‌ای طراحی شده که امواج صوتی با فرکانس ۱۶۷۰ هرتز را به شدت تضعیف می‌کند. این اثر اولین شواهد وجود باندگپ‌های فونونیک در ساختارهای دوره‌ای را ارائه داد.

تحقیقات با استفاده از فرامواد صوتی در سال ۲۰۰۰ با ساخت و نمایش کریستال‌های صوتی در یک مایع آغاز شد. سپس، رفتار رزوناتور حلقه شکافته به حوزه تحقیقات فرامواد صوتی انتقال داده شد. پپس از آن، پارامترهای دوگانه منفی (مانند مدول حجمی مؤثرβeff چگالی مؤثرρeff) توسط این نوع محیط تولید شدند. در ادامه، گروهی از محققان طراحی و نتایج آزمایش یک عدسی فراماده اولتراسونیک برای متمرکز کردن امواج صوتی با فرکانس ۶۰ کیلوهرتز را ارائه کردند.
مهندسی آکوستیک معمولاً با کنترل نویز، سونوگرافی پزشکی، سونار، بازتولید صدا و اندازه‌گیری برخی خواص فیزیکی دیگر با استفاده از صوت سروکار دارد. با استفاده از فرامواد صوتی، می‌توان جهت حرکت صوت در یک محیط را از طریق دستکاری ضریب شکست صوتی کنترل کرد. به این ترتیب، قابلیت‌های فناوری‌های صوتی سنتی گسترش می‌یابد، به‌عنوان مثال، در نهایت امکان مخفی کردن برخی اشیاء از شناسایی صوتی فراهم می‌شود.
اولین کاربرد صنعتی موفق فراماده صوتی در زمینه عایق‌کاری هواپیما بود که به‌منظور کاهش نویز و ارتعاشات در داخل هواپیما و بهبود راحتی مسافران آزمایش شد. این فرامواد با استفاده از ویژگی‌های خاص خود در مهار امواج صوتی، قادر به کاهش سر و صدا در فرکانس‌های خاص بودند.

## اصول اولیه
خواص فرامواد صوتی معمولاً از ساختار آن‌ها ناشی می‌شود نه از ترکیب‌شان. این خواص با استفاده از تکنیک‌هایی مانند ساخت کنترل‌شده ناهماهنگی‌های کوچک ایجاد می‌شوند تا رفتار مؤثر ماکروسکوپی را به نمایش بگذارند..

### مدول حجمی و چگالی جرمی

مدول حجمی

مدول حجمی β معیاری از مقاومت یک ماده در برابر فشرده‌سازی یکنواخت است. این مقدار به‌عنوان نسبت افزایش فشار که برای ایجاد یک کاهش نسبی مشخص در حجم لازم است، تعریف می‌شود.
چگالی جرمی (یا به‌طور خلاصه "چگالی") یک ماده به عنوان جرم در واحد حجم تعریف می‌شود و معمولاً بر حسب گرم بر سانتی‌متر مکعب (g/cm³) بیان می‌شود. در هر سه حالت کلاسیک ماده—گاز، مایع یا جامد—چگالی با تغییر دما یا فشار تغییر می‌کند، به‌طوری که گازها بیشترین حساسیت را به این تغییرات دارند. دامنه چگالی‌ها بسیار گسترده است: از 15^10 g/cm³ برای ستاره‌های نوترونی، ۱٫۰۰ گرم بر سانتی‌متر مکعب برای آب، تا ۱٫۲× 10-3 گرم بر سانتی‌متر مکعب برای هوا.
پارامترهای مرتبط دیگر شامل موارد زیر هستند:
چگالی سطحی که جرم در واحد مساحت (دو بعدی)
چگالی خطی - جرم در واحد طول (یک بعدی)
چگالی نسبی که چگالی یک ماده را نسبت به چگالی یک ماده مرجع، مانند آب، نشان می‌دهد.
برای مواد آکوستیک و فرامواد آکوستیک، هم مدول حجمی و هم چگالی به‌عنوان پارامترهای مؤلفه‌ای عمل می‌کنند که ضریب شکست آن‌ها را تعیین می‌کنند. ضریب شکست آکوستیک مشابه مفهوم مورد استفاده در اپتیک است، اما به جای امواج الکترومغناطیسی، به امواج فشار یا برشی مربوط می‌شود.
مدل نظری

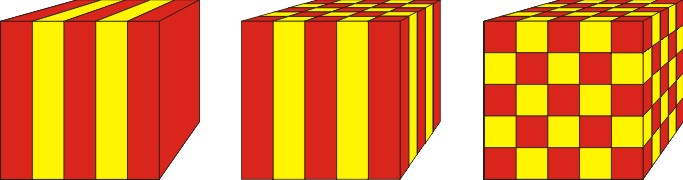
مقایسه ساختارهای کریستال فونونیک یک‌بعدی (1D)، دوبعدی (2D) و سه‌بعدی (3D) که در آن فراماده تغییرات دوره‌ای سرعت صدا را در ابعاد ۱، ۲ و ۳ (به‌ترتیب از چپ به راست) نشان می‌دهد.

فرامواد صوتی یا کریستال‌های فونونیک را می‌توان به‌عنوان معادل آکوستیکی کریستال‌های فوتونی در نظر گرفت: به‌جای امواج الکترومغناطیسی (فوتون‌ها) که از طریق ماده‌ای با ضریب شکست نوری به‌طور دوره‌ای تغییر یافته حرکت می‌کنند (که منجر به تغییر سرعت نور می‌شود)، کریستال فونونیک شامل امواج فشار (فونون‌ها) است که از طریق ماده‌ای با ضریب شکست صوتی به‌طور دوره‌ای تغییر یافته حرکت می‌کنند و منجر به تغییر سرعت صوت می‌شود.
افزون بر مفاهیم موازی ضریب شکست و ساختار بلوری، امواج الکترومغناطیسی و صوتی هر دو به‌طور ریاضی با معادله موج توصیف می‌شوند.
امواج الکترومغناطیسی و امواج صوتی از نظر ریاضی مشابهت‌هایی دارند، چرا که هر دو با معادله موج توصیف می‌شوند. این معادله نحوهٔ انتشار این امواج را در فضا و زمان مشخص می‌کند. در حالی که امواج الکترومغناطیسی به‌طور معمول از میدان‌های الکتریکی و مغناطیسی تشکیل می‌شوند، امواج صوتی به حرکت ذرات در یک محیط (معمولاً هوا یا مایع) وابسته هستند.
ساده‌ترین تحقق یک فراماده صوتی می‌تواند شامل حرکت یک موج فشار از طریق یک صفحه با ضریب شکست به‌طور دوره‌ای تغییر یافته در یک بعد باشد. در این حالت، رفتار موج از طریق صفحه یا «لایه» می‌تواند با استفاده از ماتریس‌های انتقال پیش‌بینی و تحلیل شود. این روش در اپتیک رایج است، جایی که برای توصیف امواج نور که از طریق یک بازتابنده براگ توزیع شده حرکت می‌کنند، استفاده می‌شود.
فرامواد آکوستیک با ضریب شکست منفی
در برخی باندهای فرکانسی خاص، چگالی جرم مؤثر و مدول حجمی ممکن است منفی شوند. این امر منجر به ضریب شکست منفی می‌شود. تمرکز از طریق صفحات صاف، که می‌تواند به وضوح فوق‌العاده منجر شود، مشابه فرامواد الکترومغناطیسی است. پارامترهای دوگانه منفی نتیجه رزونانس‌های فرکانس پایین هستند. در ترکیب با یک قطبش به‌خوبی تعریف‌شده در حین انتشار امواج؛ معادله k = | n | ω برای ضریب شکست است که نشان می‌دهد چگونه امواج صوتی با فرامواد آکوستیک تعامل می‌کنند (در زیر):
پارامترهای ذاتی محیط شامل چگالی جرم ρ، مدول حجمی β و چیرالی k هستند. چیرالی، یا دست‌چپ‌بودن، قطبیت انتشار موج (بردار موج)را تعیین می‌کند؛ بنابراین، در معادله آخر، راه‌حل‌های نوع وسلاگو (n2=u∗ϵ) برای انتشار موج ممکن است، زیرا وضعیت منفی یا مثبت ρ و β جهت انتشار موج به جلو یا عقب را تعیین می‌کنند.
در فرامواد الکترومغناطیسی، قابلیت گذردهی منفی می‌تواند در مواد طبیعی یافت شود. با این حال، نفوذپذیری منفی باید به‌طور عمدی در محیط انتقال مصنوعی محیط انتقال مصنوعی ایجاد شود. برای مواد آکوستیک، نه چگالی جرم منفی ρ و نه مدول حجمی منفی β در مواد طبیعی یافت می‌شود. آنها از فرکانس‌های تشدید یک محیط انتقال مصنوعی ساخته‌شده استخراج می‌شوند و چنین مقادیر منفی یک پاسخ غیرعادی هستند. چگالی جرم یا مدول حجمی منفی به این معنی است که در فرکانس‌های خاص، محیط زمانی که تحت فشرده‌سازی قرار می‌گیرد، منبسط می‌شود (مدول منفی) و زمانی که به سمت راست فشرده می‌شود، به سمت چپ تسریع می‌کند (چگالی منفی)
میدان الکترومغناطیسی در مقابل میدان صوتی
طیف الکترومغناطیسی از فرکانس‌های پایین که برای رادیوهای مدرن استفاده می‌شود تا تابش گاما در انتهای طول موج کوتاه گسترش می‌یابد، که شامل طول موج‌هایی از هزاران کیلومتر تا بخشی از اندازه یک اتم است. در مقایسه، فرکانس‌های اینفرسونیک از ۲۰ هرتز تا ۰٫۰۰۱ هرتز متغیر هستند، فرکانس‌های قابل شنوایی از ۲۰ هرتز تا ۲۰ کیلوهرتز و محدوده اولتراسونیک بالاتر از ۲۰ کیلوهرتز قرار دارد.
در حالی که امواج الکترومغناطیسی می‌توانند در خلأ سفر کنند، انتشار امواج صوتی به یک محیط نیاز دارد.
مکانیک امواج شبکه

در یک ساختار شبکه سفت و سخت، اتم‌ها بر یکدیگر نیروی وارد می‌کنند که تعادل را حفظ می‌کنند. بیشتر این نیروهای اتمی، مانند پیوندهای کووالانسی یا یونی، ماهیت الکتریکی دارند. نیروی مغناطیسی و نیروی گرانش ناچیز است. به دلیل پیوندهای بین اتم‌ها، جابجایی یک یا چند اتم از موقعیت تعادلی خود موجب ایجاد یک سری امواجارتعاشی می‌شود که از طریق شبکه گسترش می‌یابند. یکی از این امواج در شکل نشان داده شده است.. دامنه موج توسط جابجایی‌های اتم‌ها از موقعیت‌های تعادلی خود تعیین می‌شود. طول موج λ مشخص شده است.
یک طول موج حداقل ممکن وجود دارد که توسط فاصله تعادلی
a بین اتم‌ها تعیین می‌شود. هر طول موج کوتاه‌تر از این مقدار می‌تواند به یک طول موج بلندتر تبدیل شود، به دلیل اثراتی مشابه به الیاسینگ.

## تحقیقات و کاربردها
کاربردهای تحقیقات فراماده صوتی شامل انعکاس امواج لرزه ای و فناوری‌های کنترل ارتعاش مربوط به زلزله و همچنین سنجش دقیق است. بلورهای فونونیک را می‌توان طوری مهندسی کرد که شکاف نواری را برای فونون‌ها نشان دهد، مشابه وجود شکاف‌های نواری برای الکترون‌ها در جامدات و وجود اوربیتال‌های الکترونی در اتم‌ها. با این حال، بر خلاف اتم‌ها و مواد طبیعی، خواص فرامواد را می‌توان به خوبی تنظیم کرد (به عنوان مثال از طریق میکروساخت). به همین دلیل، آنها یک بستر آزمایشی بالقوه برای فیزیک بنیادی و فناوری‌های کوانتومی را تشکیل می‌دهند. آنها همچنین کاربردهای مهندسی متنوعی دارند، به عنوان مثال آنها به‌طور گسترده به عنوان یک جزء مکانیکی در سیستم‌های اپتومکانیکی استفاده می‌شوند.

## کریستال‌های صوتی
در سال ۲۰۰۰، تحقیقات لیو و همکاران. راه را برای فرامواد آکوستیک از طریق کریستال‌های صوتی هموار کرد، که شکاف‌های طیفی دو مرتبه کوچک‌تر از طول موج صوت را نشان می‌دهند. شکاف‌های طیفی از انتقال امواج در فرکانس‌های تعیین شده جلوگیری می‌کند. فرکانس را می‌توان با تغییر اندازه و هندسه به پارامترهای دلخواه تنظیم کرد.
مواد ساخته شده شامل گلوله‌های سربی جامد با چگالی بالا به عنوان هسته، به اندازه یک سانتی‌متر و پوشش داده شده با یک لایه ۲٫۵ میلی‌متری از سیلیکون لاستیکی بود. اینها در یک ساختار شبکه کریستالی مکعبی ۸ × ۸ × ۸ مرتب شدند. توپ‌ها با اپوکسی در ساختار مکعبی سیمان شدند. انتقال به عنوان تابعی از فرکانس از ۲۵۰ تا ۱۶۰۰ اندازه‌گیری شد هرتز برای یک کریستال صوتی چهار لایه. یک دال دو سانتی‌متری صدایی را جذب می‌کند که معمولاً به مواد بسیار ضخیم‌تری نیاز دارد، در ۴۰۰ هرتز افت دامنه در ۴۰۰ و ۱۱۰۰ مشاهده شد هرتز
دامنه امواج صوتی وارد شده به سطح با امواج صوتی در مرکز سازه مقایسه شد. نوسانات کره‌های پوشش داده شده انرژی صوتی را جذب می‌کند که شکاف فرکانسی را ایجاد می‌کند. با افزایش ضخامت ماده، انرژی صوتی به صورت تصاعدی جذب شد. نتیجه کلیدی ثابت الاستیک منفی ایجاد شده از فرکانس‌های تشدید مواد بود.
کاربردهای پیش‌بینی شده کریستال‌های صوتی انعکاس امواج لرزه ای و اولتراسونیک است.

## تشدید کننده‌های حلقه تقسیم برای فرامواد صوتی
در سال ۲۰۰۴ تشدید کننده‌های حلقه تقسیم شده (SRR) موضوع تحقیقات فراماده آکوستیک شدند. تجزیه و تحلیل ویژگی‌های شکاف باند فرکانس، که از خواص محدود کننده ذاتی SRRهای مصنوعی ایجاد شده است، به موازات تجزیه و تحلیل کریستال‌های صوتی است. خواص شکاف باند SRRها به خواص شکاف نواری کریستال صوتی مربوط می‌شود. ذاتی این تحقیق توصیفی از خواص مکانیکی و مشکلات مکانیک پیوسته برای بلورهای صوتی، به عنوان یک ماده همگن ماکروسکوپی است.
همبستگی در قابلیت‌های شکاف باند شامل عناصر تشدید محلی و مدول‌های الاستیک است که در محدوده فرکانسی خاصی کار می‌کنند. عناصری که برهم کنش دارند و در ناحیه محلی مربوطه خود طنین انداز می‌شوند در سراسر ماده جاسازی شده‌اند. در فرامواد آکوستیک، عناصر تشدید کننده محلی برهمکنش یک کره لاستیکی ۱ سانتی‌متری با مایع اطراف است. با انتخاب اندازه، نوع مواد و ادغام ساختارهای میکروسکوپی که مدولاسیون فرکانس‌ها را کنترل می‌کنند، می‌توان مقادیر باند توقف و فرکانس باند شکاف را کنترل کرد. این مواد سپس قادر به محافظت از سیگنال‌های صوتی و کاهش اثرات امواج برشی ضد صفحه هستند. با برون یابی این ویژگی‌ها در مقیاس‌های بزرگتر، می‌توان فیلترهای امواج لرزه ای ایجاد کرد (به فرامواد لرزه ای مراجعه کنید).
فرامواد آرایه‌ای می‌توانند فیلتر یا پلاریزه کننده امواج الکترومغناطیسی یا الاستیک ایجاد کنند. روش‌هایی که می‌توانند برای کنترل دوبعدی توقف باند و شکاف باند با ساختارهای فوتونیک یا صوتی بکار روند توسعه یافته‌اند. مشابه ساخت فراماده فوتونیک و الکترومغناطیسی، یک فراماده صوتی با منابع موضعی چگالی جرم ρ و پارامترهای مدول توده β، که به ترتیب مشابه گذردهی و نفوذپذیری هستند، تعبیه شده است. فرامواد صوتی (یا آوایی) بلورهای صوتی هستند. این کریستال‌ها دارای یک هسته سربی جامد و یک پوشش سیلیکونی نرم‌تر و کشسان تر هستند. کریستال‌های صوتی به دلیل کره‌های پوشش داده شده، تشدید موضعی داخلی داشتند که منجر به منحنی‌های پراکندگی تقریباً مسطح می‌شود. Movchan و Guenneau شکاف‌های باند فرکانس پایین و برهمکنش‌های موج موضعی کره‌های پوشش داده شده را تجزیه و تحلیل و ارائه کردند.
از این روش می‌توان برای تنظیم شکاف‌های باند ذاتی در مواد و ایجاد شکاف‌های باند فرکانس پایین جدید استفاده کرد. همچنین برای طراحی موجبرهای کریستالی آوایی با فرکانس پایین کاربرد دارد.

## کریستال‌های فونونیک
بلورهای فونونیک مواد مصنوعی هستند که از تغییرات دوره ای خواص صوتی ماده (یعنی کشش و جرم) تشکیل می‌شوند. یکی از ویژگی‌های اصلی آنها امکان داشتن شکاف باند فونیک است. یک کریستال فونونیک با شکاف باند فونونیک مانع از انتقال فونون‌های محدوده فرکانس انتخاب شده از طریق مواد می‌شود.
برای به دست آوردن ساختار باند فرکانس یک بلور آوایی، قضیه بلوخ بر روی یک سلول واحد در فضای شبکه متقابل (منطقه بریلوین) اعمال می‌شود. چندین روش عددی برای این مسئله موجود است، مانند روش گسترش موج صفحه، روش اجزای محدود و روش تفاضل محدود.
به منظور سرعت بخشیدن به محاسبه ساختار باند فرکانسی، می‌توان از روش گسترش حالت بلوچ کاهش یافته (RBME) استفاده کرد. RBME «در بالای» هر یک از روش‌های عددی بسط اولیه ذکر شده در بالا اعمال می‌شود. برای مدل‌های سلول واحد بزرگ، روش RBME می‌تواند زمان محاسبه ساختار باند را تا دو مرتبه قدر کاهش دهد.
اساس کریستال‌های آوایی به آیزاک نیوتن برمی گردد که تصور می‌کرد امواج صوتی در هوا منتشر می‌شوند به همان روشی که یک موج الاستیک در امتداد شبکه ای از جرم‌های نقطه ای که توسط فنرهایی با ثابت نیروی کشسان E به هم متصل می‌شوند منتشر می‌شود. این ثابت نیرو یکسان است با مدول مواد. با کریستال‌های آوایی مواد با مدول‌های متفاوت، محاسبات پیچیده‌تر از این مدل ساده است.
یک عامل کلیدی برای مهندسی شکاف باند آکوستیک، عدم تطابق امپدانس بین عناصر تناوبی شامل کریستال و محیط اطراف است. هنگامی که یک جبهه موج در حال پیشروی با ماده ای با امپدانس بسیار بالا برخورد می‌کند، تمایل دارد سرعت فاز خود را از طریق آن محیط افزایش دهد. به همین ترتیب، هنگامی که جبهه موج در حال پیشروی با یک محیط امپدانس پایین برخورد می‌کند، سرعت آن کاهش می‌یابد. این مفهوم را می‌توان با آرایش‌های دوره ای عناصر ناسازگار با امپدانس برای تأثیرگذاری بر امواج صوتی در کریستال مورد بهره‌برداری قرار داد.
موقعیت شکاف باند در فضای فرکانس برای یک کریستال آوایی توسط اندازه و آرایش عناصر تشکیل دهنده کریستال کنترل می‌شود. عرض شکاف باند به‌طور کلی به تفاوت در سرعت صوت (به دلیل تفاوت امپدانس) از طریق مواد تشکیل دهنده کامپوزیت مربوط می‌شود. کریستال‌های فونونیک به‌طور مؤثر نویز فرکانس پایین را کاهش می‌دهند، زیرا سیستم‌های تشدید محلی آنها به عنوان فیلترهای فرکانس فضایی عمل می‌کنند. با این حال، آنها دارای شکاف باند باریک هستند، وزن اضافی را به سیستم اولیه تحمیل می‌کنند و فقط در محدوده فرکانس تنظیم شده کار می‌کنند. برای افزایش شکاف باند، سلول‌های واحد باید اندازه بزرگ یا حاوی مواد متراکم باشند. به عنوان راه حلی برای معایب بلورهای آوایی که در بالا ذکر شد، یک متا ساختار سبک سه بعدی جدید متشکل از یک پراکنده پرتو متقاطع که در یک صفحه میزبان با سوراخ‌هایی بر اساس متاماده شبکه مربعی تعبیه شده است، پیشنهاد می‌کند. با ترکیب مکانیسم شبکه‌های ورود مجدد و نظریه فلوکه بلوخ، بر اساس نظریه پرتو متقاطع و مکانیسم سوراخ، نشان داده شد که چنین ساختار آوایی سبک‌وزن می‌تواند امواج الاستیک را در یک محدوده فرکانس وسیع فیلتر کند (نه فقط یک منطقه باریک خاص) در حالی که به‌طور همزمان وزن سازه را به میزان قابل توجهی کاهش می‌دهد.

## فراماده آکوستیک دو منفی
فرامواد الکترومغناطیسی (همسانگرد) دارای ساختارهای تشدید داخلی هستند که گذردهی منفی مؤثر و نفوذپذیری منفی را برای برخی محدوده‌های فرکانس نشان می‌دهند. در مقابل، ساخت مواد آکوستیک کامپوزیتی با رزونانس‌های داخلی به گونه ای که دو تابع پاسخ مؤثر در محدوده توانایی یا محدوده رسانه انتقال منفی باشند، دشوار است.
چگالی جرم ρ و مدول حجمی β وابسته به موقعیت هستند. با استفاده از فرمول یک موج صفحه، بردار موج به صورت زیر است:
{\displaystyle {\vec {k}}={\frac {\ |n|\omega }{c}}.\,}
با فرکانس زاویه ای که با ω نشان داده می‌شود و c سرعت انتشار سیگنال صوتی در محیط همگن است. با چگالی ثابت و مدول حجمی به عنوان اجزای تشکیل دهنده محیط، ضریب شکست به صورت n 2 = ρ / β بیان می‌شود. برای ایجاد یک موج صفحه در حال انتشار در ماده، لازم است ρ و β هر دو مثبت یا منفی باشند.
هنگامی که پارامترهای منفی به دست آمد، نتیجه ریاضی بردار Poynting است {\displaystyle \scriptstyle {\overleftarrow {s}}} در جهت مخالف بردار موج است {\displaystyle \scriptstyle {\overrightarrow {k}}} . این نیاز به منفی در مدول توده و چگالی دارد. مواد طبیعی چگالی منفی یا مدول حجمی منفی ندارند، اما مقادیر منفی از نظر ریاضی امکان‌پذیر است و می‌توان آن را هنگام پراکندگی لاستیک نرم در مایع نشان داد.
حتی برای مواد کامپوزیت، مدول توده ای مؤثر و چگالی باید به‌طور معمول با مقادیر اجزای تشکیل دهنده محدود شود، به عنوان مثال، اشتقاق مرزهای پایین و بالایی برای مدول الاستیک محیط. انتظار برای مدول توده مثبت و چگالی مثبت ذاتی است. به عنوان مثال، پراکندگی ذرات جامد کروی در یک سیال منجر به نسبتی می‌شود که توسط گرانش مخصوص در هنگام تعامل با طول موج بلند صوتی (صدا) کنترل می‌شود. از نظر ریاضی، می‌توان ثابت کرد که β eff و ρ eff برای مواد طبیعی قطعاً مثبت هستند. استثنا در فرکانس‌های تشدید پایین رخ می‌دهد.
به عنوان مثال، منفی بودن مضاعف آکوستیک از نظر تئوری با ترکیبی از کره‌های لاستیکی نرم و سیلیکونی معلق در آب نشان داده می‌شود. در لاستیک نرم، صدا بسیار کندتر از آب حرکت می‌کند. کنتراست سرعت بالای سرعت صوت بین کره‌های لاستیکی و آب امکان انتقال فرکانس‌های تک قطبی و دو قطبی بسیار پایین را فراهم می‌کند. این یک آنالوگ راه حل تحلیلی برای پراکندگی تابش الکترومغناطیسی یا پراکندگی موج صفحه الکترومغناطیسی توسط ذرات کروی - کره‌های دی الکتریک است.
از این رو، محدوده باریکی از فرکانس‌های نرمال شده ۰٫۰۳۵ < ωa/(2πc) <0.04 وجود دارد که در آن مدول حجمی و چگالی منفی هر دو منفی هستند. در اینجا a ثابت شبکه است اگر کره‌ها در یک شبکه مکعبی وجهی (fcc) مرتب شوند. ω فرکانس زاویه ای و c سرعت سیگنال صوتی است. مدول توده مؤثر و چگالی نزدیک به حد استاتیکی همان‌طور که پیش‌بینی شد مثبت است. رزونانس تک قطبی یک مدول توده ای منفی بالاتر از فرکانس نرمال شده در حدود ۰٫۰۳۵ ایجاد می‌کند در حالی که رزونانس دو قطبی چگالی منفی بالاتر از فرکانس نرمال شده در حدود ۰٫۰۴ ایجاد می‌کند.
این رفتار مشابه تشدیدهای فرکانس پایین تولید شده در SRRها (فراماده الکترومغناطیسی) است. سیم‌ها و حلقه‌های دوقطبی پاسخ دوقطبی الکتریکی و مغناطیسی ذاتی را ایجاد می‌کنند. با این فراماده صوتی ساخته شده مصنوعی از گوی‌های لاستیکی و آب، تنها یک ساختار (به جای دو) تشدیدهای فرکانس پایین را برای رسیدن به منفی مضاعف ایجاد می‌کند. با تشدید تک قطبی، کره‌ها منبسط می‌شوند، که یک تغییر فاز بین امواج عبوری از لاستیکی و آب ایجاد می‌کند. این یک پاسخ منفی ایجاد می‌کند. تشدید دو قطبی پاسخ منفی ایجاد می‌کند به طوری که فرکانس مرکز جرم کره‌ها با بردار موج موج صوتی (سیگنال صوتی) خارج از فاز است. اگر این پاسخ‌های منفی به اندازه کافی بزرگ باشند که سیال پس‌زمینه را جبران کنند، می‌توان هم مدول توده مؤثر منفی و هم چگالی مؤثر منفی داشت.
هم چگالی جرم و هم متقابل مدول توده به اندازه کافی سریع کاهش می‌یابد که سرعت گروه منفی شود (منفی مضاعف). این منجر به نتایج مطلوب شکست منفی می‌شود. منفی مضاعف نتیجه رزونانس و خواص شکست منفی ناشی از آن است.

## فراماده با مدول توده و چگالی جرمی به‌طور همزمان منفی
در سال ۲۰۰۷ یک متاماده گزارش شد که به‌طور همزمان دارای مدول حجمی منفی و چگالی جرمی منفی است. این متام ماده یک ساختار ترکیبی روی است که از یک آرایه fcc از کره‌های آب حاوی حباب (BWSs) و یک آرایه fcc نسبتاً جابجا شده از کره‌های طلایی با روکش لاستیکی (RGS) در اپوکسی ویژه تشکیل شده است.
مدول توده منفی از طریق رزونانس‌های تک قطبی سری BWS به دست می‌آید. چگالی جرم منفی با تشدید دو قطبی سری کره طلا به دست می‌آید. این ماده به جای کره‌های لاستیکی در مایع، یک ماده جامد است. این همچنین هنوز متوجه مدول حجمی منفی و چگالی جرمی همزمان در یک ماده جامد است که یک تمایز مهم است.

## تشدید کننده‌های دوتایی C
تشدید کننده‌های دوگانه C (DCRs) حلقه‌هایی هستند که به نصف تقسیم شده‌اند، که می‌توانند در پیکربندی‌های سلولی متعدد، مشابه SRRS، مرتب شوند. هر سلول از یک دیسک سفت و سخت بزرگ و دو رباط نازک تشکیل شده است و به عنوان یک نوسان ساز کوچک عمل می‌کند که توسط فنرها به هم متصل می‌شوند. یک فنر اسیلاتور را لنگر می‌اندازد و دیگری به جرم متصل می‌شود. این شبیه به تشدید کننده LC با ظرفیت خازنی، C، و اندوکتانس، L، و فرکانس تشدید √1/(LC) است. سرعت صوت در ماتریس به صورت c=√ ρ /μ با چگالی ρ و مدول برشی μ بیان می‌شود. اگرچه الاستیسیته خطی در نظر گرفته می‌شود، اما مشکل عمدتاً توسط امواج برشی که در زوایای صفحه استوانه‌ها هدایت می‌شوند، تعریف می‌شود.
یک شکاف باند آوایی در ارتباط با رزونانس حلقه استوانه‌ای ایجاد می‌شود. یک شکاف باند آوایی در محدوده فرکانس‌های نرمال شده وجود دارد. این زمانی است که انکلوژن به صورت یک بدنه سفت و سخت حرکت می‌کند. طراحی DCR یک باند مناسب با شیب منفی در طیف وسیعی از فرکانس‌ها تولید کرد. این نوار با هیبریداسیون حالت‌های یک DCR با حالت‌های میله‌های سفت نازک به دست آمد. محاسبات نشان داده است که در این فرکانس‌ها:
- یک پرتو صدا به‌طور منفی در یک صفحه از چنین محیطی شکست می‌خورد،
- بردار فاز در محیط دارای قسمت‌های واقعی و خیالی با علائم متضاد است،
- محیط به خوبی امپدانس با محیط اطراف تطابق دارد،
- یک صفحه تخت از فراماده می‌تواند منبعی را در سراسر دال مانند یک لنز Veselago تصویر کند.
- تصویر تشکیل شده توسط دال تخت دارای وضوح تصویر زیر طول موج قابل توجهی است و
- یک گوشه دوتایی از فراماده می‌تواند به عنوان یک تشدید کننده باز برای صدا عمل کند.

## سوپرلنز متامتریال آکوستیک
در سال ۲۰۰۹ شو ژانگ و همکاران. طراحی و نتایج آزمایش یک لنز فراماده اولتراسونیک برای فوکوس ۶۰ را ارائه کرد کیلوهرتز (~۲ طول موج سانتی‌متر) امواج صوتی زیر آب. این لنز از عناصر با طول موج فرعی ساخته شده بود که به‌طور بالقوه فشرده تر از لنزهای آوایی که در همان محدوده فرکانس کار می‌کنند.
این لنز از شبکه ای از حفره‌های پر از مایع به نام تشدید کننده‌های هلمهولتز تشکیل شده است که در فرکانس‌های خاصی در نوسان هستند. شبیه به شبکه‌ای از سلف‌ها و خازن‌ها در یک فراماده الکترومغناطیسی، آرایش حفره‌های هلمهولتز توسط Zhang و همکاران طراحی شده است. دارای مدول دینامیکی منفی برای امواج اولتراسوند. منبع نقطه ای ۶۰٫۵ صدای کیلوهرتز روی نقطه ای تقریباً به عرض نیم طول موج متمرکز شد و پتانسیل بهبود وضوح فضایی حتی بیشتر وجود دارد. نتایج با مدل خط انتقال، که چگالی جرم مؤثر و تراکم پذیری را به دست می‌آورد، مطابقت داشت. این لنز متامتریال نیز فاصله کانونی متغیری را در فرکانس‌های مختلف نمایش می‌دهد.
این لنز از شبکه ای از حفره‌های پر از مایع به نام تشدید کننده‌های هلمهولتز تشکیل شده است که در فرکانس‌های خاصی در نوسان هستند. شبیه به شبکه‌ای از سلف‌ها و خازن‌ها در یک فراماده الکترومغناطیسی، آرایش حفره‌های هلمهولتز توسط Zhang و همکاران طراحی شده است. دارای مدول دینامیکی منفی برای امواج اولتراسوند. منبع نقطه ای ۶۰٫۵ صدای کیلوهرتز روی نقطه ای تقریباً به عرض نیم طول موج متمرکز شد و پتانسیل بهبود وضوح فضایی حتی بیشتر وجود دارد. نتایج با مدل خط انتقال، که چگالی جرم مؤثر و تراکم پذیری را به دست می‌آورد، مطابقت داشت. این لنز متامتریال نیز فاصله کانونی متغیری را در فرکانس‌های مختلف نمایش می‌دهد.

## دیود آکوستیک
یک دیود آکوستیک در سال ۲۰۰۹ معرفی شد که صدا را به فرکانس دیگری تبدیل می‌کند و جریان رو به عقب فرکانس اصلی را مسدود می‌کند. این دستگاه می‌تواند انعطاف‌پذیری بیشتری را برای طراحی منابع اولتراسونیک مانند منابع مورد استفاده در تصویربرداری پزشکی فراهم کند. ساختار پیشنهادی دو جزء را با هم ترکیب می‌کند: اولی ورقه‌ای از مواد آکوستیک غیرخطی است که سرعت صدای آن با فشار هوا تغییر می‌کند. نمونه ای از این مواد مجموعه ای از دانه‌ها یا دانه‌ها است که با فشرده شدن سفت‌تر می‌شوند. جزء دوم فیلتری است که به فرکانس دو برابر شده اجازه عبور می‌دهد اما اصل را منعکس می‌کند.

## پوشش آکوستیک
شنل آکوستیک وسیله ای فرضی است که اجسام را در برابر امواج صوتی غیرقابل نفوذ می‌کند. این می‌تواند برای ساخت خانه‌های ضد صدا، سالن‌های کنسرت پیشرفته یا کشتی‌های جنگی رادارگریز استفاده شود. ایده پوشش آکوستیک صرفاً منحرف کردن امواج صوتی در اطراف جسمی است که باید پوشش داده شود، اما درک آن از آنجایی که به فرامواد مکانیکی نیاز است دشوار است. ساخت چنین فراماده ای برای صدا به معنای اصلاح آنالوگ‌های صوتی به گذردهی و نفوذپذیری در امواج نور است که چگالی جرم ماده و ثابت الاستیک آن است. محققان دانشگاه ووهان چین در مقاله‌ای در سال 2007 فراماده‌ای را گزارش کردند که به‌طور همزمان دارای مدول توده‌ای منفی و چگالی جرمی بود.
یک دستگاه فراماده آزمایشگاهی که برای امواج اولتراسوند قابل استفاده است در سال ۲۰۱۱ برای فرکانس‌های ۴۰ تا ۸۰ نشان داده شد. کیلوهرتز شنل آکوستیک متامتریال برای پنهان کردن اجسام غوطه ور در آب، خم شدن و پیچش امواج صوتی طراحی شده است. مکانیسم پوشش شامل ۱۶ حلقه متحدالمرکز در یک پیکربندی استوانه‌ای است که هر حلقه دارای مدارهای صوتی و ضریب شکست متفاوتی است. این باعث می‌شود امواج صوتی سرعت خود را از حلقه ای به حلقه دیگر تغییر دهند. امواج صوتی در اطراف حلقه بیرونی منتشر می‌شوند و توسط کانال‌هایی در مدارها هدایت می‌شوند که امواج را خم می‌کنند تا آنها را در اطراف لایه‌های بیرونی بپیچند. این دستگاه به عنوان مجموعه ای از حفره‌ها توصیف شده است که در واقع سرعت انتشار امواج صوتی را کاهش می‌دهد. یک سیلندر آزمایشی در یک مخزن غوطه ور شد و از تشخیص سونار ناپدید شد. اشیاء دیگر با اشکال و چگالی‌های مختلف نیز از سونار پنهان شده بودند.

## فرامواد فونونیک برای مدیریت حرارتی
از آنجایی که فونون‌ها مسئول هدایت حرارتی در جامدات هستند، فرامواد صوتی ممکن است برای کنترل انتقال حرارت طراحی شوند.

## محاسبات کوانتومی با فرامواد صوتی
محققان یک روش محاسباتی کوانتومی را با استفاده از فرامواد صوتی نشان داده‌اند. اخیراً عملیاتی شبیه به گیت Controlled-NOT (CNOT)، یک جزء کلیدی در محاسبات کوانتومی، نشان داده شده است. این تیم با استفاده از یک فراماده صوتی غیرخطی، متشکل از سه موجبر جفت شده الاستیک، آنالوگ‌های کیوبیت کلاسیک به نام فی بیت‌های منطقی را ایجاد کردند. این رویکرد با استفاده از یک دستکاری فیزیکی ساده، عملیات گیت CNOT مقیاس پذیر، سیستماتیک و قابل پیش‌بینی را امکان‌پذیر می‌کند. این نوآوری نویدبخش حوزه محاسبات کوانتومی با استفاده از فرامواد صوتی است.